# Segelfluggelände Kirn

i7
i11
i13
Das Segelfluggelände Kirn trägt den Beinamen Meckenbacher Höhe und liegt etwa vier Kilometer südöstlich von Kirn im Landkreis Bad Kreuznach in Rheinland-Pfalz.

## Platzdaten
Das Segelfluggelände ist mit einer 600 m langen und 40 m breiten Start- und Landebahn aus Gras (Richtung 14/32) und mit einer 250 m langen und 30 m breiten Landebahn aus Gras (Richtung 28), die nur auf Anfrage benutzt werden darf, ausgestattet. Es ist zugelassen für Segelflugzeuge, Motorsegler, aerodynamisch gesteuerte Ultraleichtflugzeuge und Flugzeuge bis zu einer höchstzulässigen Abflugmasse von 2000 kg, die bestimmungsgemäß zum Schleppen von Segelflugzeugen oder Motorseglern zugelassen sind. Segelflugzeuge und nicht selbststartfähige Motorsegler starten per Flugzeugschlepp oder Windenstart. Erreichbar ist der Platz nur über asphaltierte Feldwege.

## Betriebszeiten
Das Segelfluggelände hat keine festen Betriebszeiten. Der Flugbetrieb findet zwischen April und Oktober am Wochenende bei gutem Wetter statt. Während des Flugbetriebs öffnet die Vereinskantine.
Jährlich Anfang September findet das Quetschekuchenfest auf dem Flugplatz statt.